# Cyperus platystylis
Cyperus platystylis är en halvgräsart som beskrevs av Robert Brown. Cyperus platystylis ingår i släktet papyrusar, och familjen halvgräs. Inga underarter finns listade i Catalogue of Life.